# Cinema
Cinema ist eine monatlich erscheinende Filmzeitschrift. Redaktionsleiter sind seit Mai 2023 Lisa Schwarz und Oliver Noelle. Die verkaufte Auflage beträgt 26.480 Exemplare, ein Minus von 87,3 Prozent seit 1998.
Die Zeitschrift wurde 1975 von Dirk Manthey in Hamburg gegründet. Seit 1979 verleiht sie den Filmpreis Jupiter. Sie erschien zunächst im Kino Verlag, der ab 1989 zur Verlagsgruppe Milchstraße umgewandelt wurde. Im Dezember 2004 wurde die Verlagsgruppe Milchstraße zu 80 Prozent von Hubert Burda Media übernommen. Die restlichen 20 Prozent übernahm Hubert Burda Media im August 2006. Im Oktober 2010 wurden die Verlagsgruppe Milchstraße und der Focus Magazin Verlag zur Burda News Group zusammengelegt.
Von April 1997 bis Oktober 2000 wurde auf ProSieben die Sendung Cinema TV ausgestrahlt. Moderiert wurde sie zunächst von Susann Atwell, ab Mai 1999 von Nadine Krüger und ab August 2000 von Andrea Kempter. Von November 2000 bis Dezember 2003 wurde die Sendung unter dem Titel CinemaxX TV ausgestrahlt. Moderatorin war zunächst weiterhin Andrea Kempter und ab Januar 2002 erneut Susann Atwell. Von September 2005 bis Dezember 2007 wurde auf Tele 5 erneut eine Sendung mit dem Titel Cinema TV ausgestrahlt, die diesmal von Miriam Pielhau moderiert wurde. Nachdem diese ihre Moderationstätigkeit beendet hatte, wurde Christina Schulte ihre Nachfolgerin. Anfang 2007 wurde die Sendung in Wir lieben Kino – Das Magazin umbenannt.
Am 20. April 2018 wurde mit dem SerienMagazin eine gemeinsame Zeitschrift von Cinema und TV Spielfilm gestartet, die seitdem halbjährlich erscheint.